# Tolujchán
Tolujchán (1193-1232), též Tolui apod. (čínsky 拖雷; mongolsky Толуй хаан; pinyin: Tuōléi) byl čtvrtým a nejmladším synem Čingischána a jeho první ženy Börte. Po otcově smrti v roce 1227 zdědil území Mongolska. V době nástupu Ögedeje na post druhého mongolského chána, sloužil Toluj jako civilní správce. Předtím sloužil s vyznamenáním v kampaních proti Chórezmské říši, říši Ťin a říši Západní Sia. Byl nápomocen u dobytí a následného zmasakrování v Mervu a Níšápúru. Toluj byl přímým předkem většiny mongolských císařů.